# دوان يونغ بينغ
دوان يونغ بينغ (في اللغة الصينية: 段永平; في نظام بينيين: Duàn Yǒngpíng؛ من مواليد 1961) هو رجل أعمال ملياردير صيني ومهندس كهربائي. وهو مؤسس شركة سوبور للصناعات الالكترونية (الرئيس التنفيذي السابق أيضًا) ومجموعة بي بي كي للإلكترونيات (الرئيس الحالي أيضًا). قدرت ثروته الصافية بـ 1.5 مليار دولار، وفقًا لقائمة هورون لأغنياء الصين لعام 2018.

## النشأة والتعليم
ولد دوان في 10 مارس 1961 في نانتشانغ، جيانغشي، الصين، والتحق بجامعة تشجيانغ في عام 1978، وتخصص في هندسة الإلكترونيات اللاسلكية. بعد التخرج، أصبح مدرسًا في مركز تعليم الكبار في مصنع راديو بكين. في وقت لاحق، درس في جامعة رينمين، حيث تخصص في الاقتصاد القياسي. درس أيضًا في كلية إدارة الأعمال الصينية الاوربية الدولية كطالب ماجستير في إدارة الأعمال التنفيذية لمدة عامين.

## الحياة المهنية
في عام 1989، انضم إلى شركة في زونغشان وأصبح الرئيس التنفيذي لاحقًا. في غضون أقل من 6 سنوات، أنشأ إمبراطورية تجارية مع العلامة التجارية Subor. في عام 1995، ترك شركة Subor وأسس بي بي كي للالكترونيات.
كان دوان أحد المؤسسين والرئيس التنفيذي السابق (للمدة 1989-1995) لشركة سوبور للصناعات الالكترونية. في البداية، كان لدى الشركة 20 عاملاً فقط بمن فيهم هو. كان لديهم 3000 يوان صيني فقط لكنهم مدينون بـ 2 مليون يوان صيني. ولكن بعد كفاح دوان، سرعان ما أصبح المنتج الأول لـ «كمبيوتر التعلم» (في اللغة الصينية: 学习机). كما أنتجت اجهزة مرفقة لالعاب الفيديو، والتي حققت أرباحًا تجاوزت 200 مليون يوان صيني خلال 1994-1995.

### تأسيس بي بي كي للالكترونيات
في 28 أغسطس 1995، استقال دوان من شركة سوبور، وأسس مجموعة بي بي كي للصناعات الالكترونية في دونغقوان بمقاطعة قوانغدونغ. كان منتجها الرئيسي هو مشغلات DVD. وكذلك كانت مشهورة في الهواتف المحمولة والهاتف الارضية وأجهزة الاستريو.
من سنة 2002 إلى 2004، كان ثاني أكبر مساهم فردي (بأكثر من 10٪ في الذروة) في شركة نت ايز بعد دينغ لي.

## نشاطات أخرى
جنبا إلى جنب مع ويليام دينغ لى، تبرع دوان بمبلغ 40 دولار أمريكي إلى جامعة تشجيانغ في سبتمبر 2006. ويعتبر هذا التبرع هو أكبر هبة في السنوات الأخيرة للتعليم العالي في الصين.
في عام 2007، أنفق دوان 620,100 دولار أمريكي لتناول الغداء مع وارن بافيت، وتم التبرع بالمال لمؤسسة جلايد. بسبب نجاحه في سوق الأوراق المالية، والأنشطة الخيرية، أطلق عليه اسم «بافيت الصيني».